# 요노모리 코베니
요노모리 코베니는 미확인으로 진행형의 주인공이며, 거유로써 엉덩이가 크나큰 것에다, 약간 신경쓰이고 있다. 생일은 1월 1일.